# François-Louis de Saillans
 (mai 2013).
Si vous disposez d'ouvrages ou d'articles de référence ou si vous connaissez des sites web de qualité traitant du thème abordé ici, merci de compléter l'article en donnant les références utiles à sa vérifiabilité et en les liant à la section « Notes et références ».
François-Louis de Saillans, né le 30 octobre 1741 au château d'Écordal dans les Ardennes et mort le 12 juillet 1792 aux Vans en Ardèche, est un militaire français, mort lors d'une insurrection monarchiste qu'il dirigeait, durant la Révolution française.

## Origines
François-Louis de Saillans naquit à le château d'Écordal dans les Ardennes le 30 octobre 1741 de Pierre de Saillans et de Marguerite de Beuvry. La maison, un corps de logis et une tour carré, est toujours visible dans le village de Justine-Herbigny.
Le comte de Saillans est issu d’une famille ancienne des Ardennes, maintenue dans sa noblesse par jugement de Caumartin, intendant de Champagne, en décembre 1668. Les alliances de cette famille allaient de pair avec sa propre notoriété : de Beuvry, de Parthenay, Hénin-Liétard, princes de Chimay et, par ceux-ci, Beauvau-Craon, ducs d’Arenberg, princes de Ligne. Les preuves de noblesse présentées à Louis-Pierre d’Hozier, juge d’armes de France le 9 juillet 1749, valident les origines.

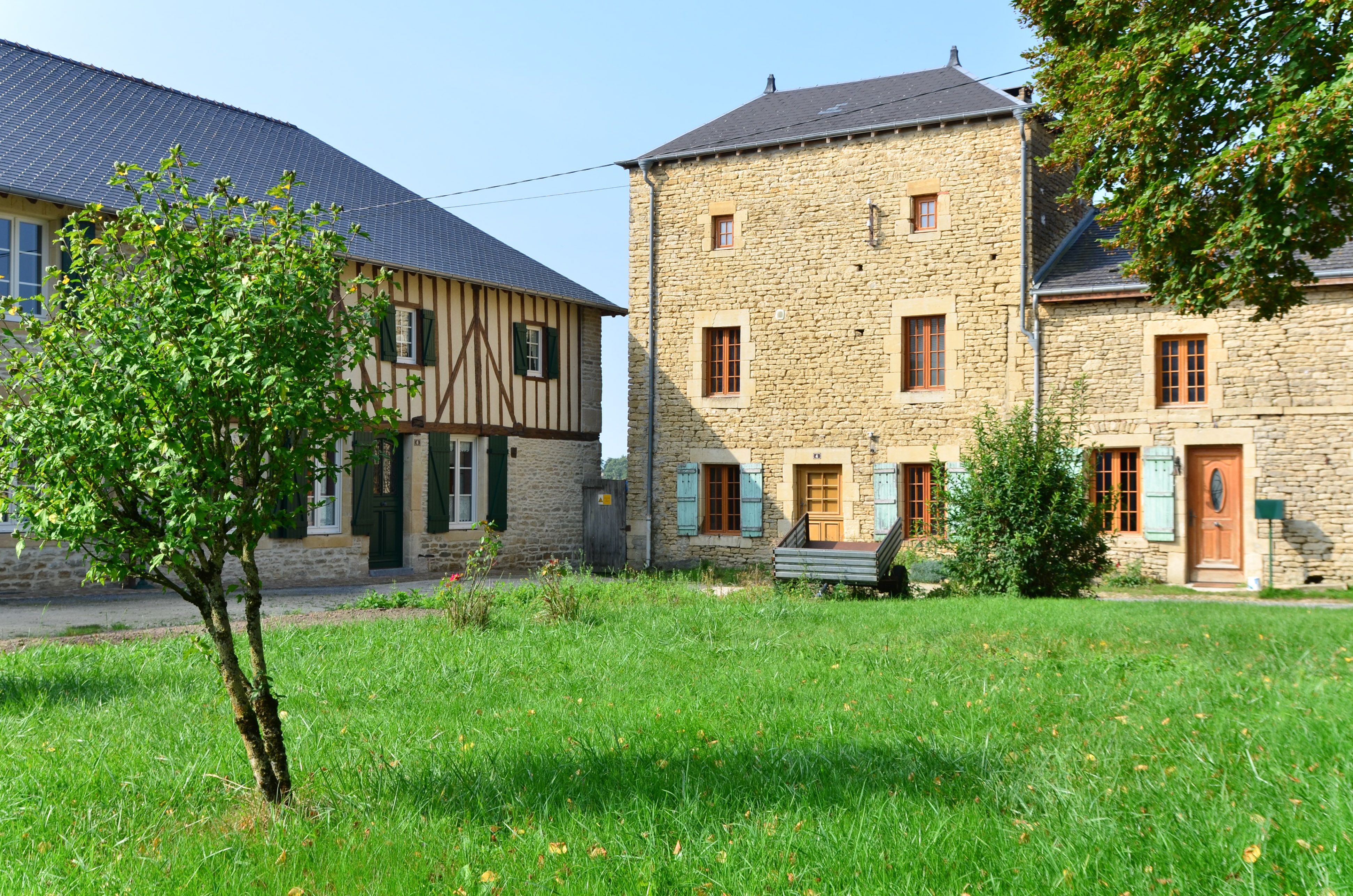
Reste de l'ancien château d'Écordal aujourd'hui.

## Carrière militaire et civile
Il part à Paris, devient page de Louis XV, il est le protégé de Mesdames, filles du roi et commence sa carrière militaire dès l’âge de seize ans. François-Louis veut être soldat. Il commence à servir comme volontaire, le 15 février 1757 à l’âge de seize ans à peine, dans le régiment de Bouillon infanterie où il reste jusqu’au 8 mars 1759. Ce régiment d’infanterie fut créé en 1757 et fut un régiment allemand.
Le 1er avril suivant, il est fait cornette, grade militaire dans la cavalerie française de l'ancien Régime, dans le régiment des volontaires du Hainaut, puis lieutenant d’infanterie dans le même corps, le 1er janvier 1760. En 1765, il reçoit de Mesdames de France, une pension pour être aspirant à l’École royale de La Fère. La Fère est une commune située dans le département de l'Aisne. L'école d'artillerie de La Fère doit sa renommée en grande partie à la qualité des enseignants qui y servirent. Le ministre-secrétaire d'État écrit à ce sujet à M. de Saint-Auban, maréchal de camp, chef d’une brigade du corps royal : « Le roi vient, Monsieur, d'accorder au chevalier de Saillans qui a l'honneur d’être protégé par Mesdames, une place d'aspirant à l'ancienne école du corps royal d'artillerie de La Fère. Vous le recevrez en cette qualité lorsqu'il vous présentera cette lettre. J'ai l'honneur d'être très parfaitement, Monsieur, votre humble et très obéissant serviteur », signé le duc de Choiseul. Lorrain, Étienne-François de Choiseul est alors secrétaire d'État aux Affaires étrangères, à la Guerre et à la Marine et ce jusqu'en 1770.
Sous-aide major d'infanterie, le 11 décembre 1768, pour passer en Corse, le chevalier de Saillans est réformé par ordonnance particulière du roi du 1er mars 1771, mais, malgré sa réforme, il continue ses fonctions de sous-aide major, et, par lettre du 17 avril de la même année, le roi Louis XV, en considération de ses services, lui continue ses appointements. En 1771, il obtint la commission de capitaine dans la garnison de Lorraine et, le 25 juillet de cette année, il part porter secours à la Pologne, au sein du corps de troupes commandé par le baron de Viomesnil et M. de Choisy afin d'y soutenir la révolte contre le roi Stanislas Poniatowski inféodé à la Russie. Il y eut quelques opérations militaires heureuses, dont la plus remarquable fut la prise du château de Cracovie et sa défense. Mais devant la puissance des Russes, les Confédérés durent se soumettre. L'Autriche et la Prusse s'unirent à la Russie pour le premier partage de la Pologne.
Le 2 février 1772, il devient le héros de la prise du château de Cracovie, fait d’armes qui a fait l’objet d’un fascicule imprimé à cette époque et a fait dire à Choisy « Je vous dois, mon cher Saillans, toute ma gloire », et a valu au jeune gentilhomme, dès le 1er juin 1772, la croix de l'ordre royal et militaire de Saint-Louis. Après le démembrement de la Pologne, le chevalier de Saillans reste prisonnier en Russie jusqu'en août 1773.
À son retour, le comte de Saillans est nommé, par brevet du 21 juillet 1782, gentilhomme de la Chambre de Monsieur, frère du roi, charge qu’il remplit jusqu'à la Révolution. C’est donc en 1786 qu'il rencontre le baron Jules-David Cromot du Bourg nouvellement surintendant des finances chargé des maisons, domaines et finances de Louis-Stanislas, comte de Provence (futur Louis XVIII). Robert Dubois décrit Jules-David de Cromot du Bourg ainsi « Son visage est celui d’un ancien roué de la cour du Régent et toutes les passions qui l’agitent semblent y avoir imprimé leurs stigmates ; « La cupidité, le libertinage, la dureté des sentiments et la froide ironie s’y reflètent tour à tour ». Il organise en 1776 à Brunoy des fêtes somptueuses en l'honneur du roi et de Marie-Antoinette. Ce fut le couronnement de sa carrière.
Cromot du Bourg lui présente sa nièce, Françoise de Cromot. La famille de Cromot est d'origine bourguignonne et a notamment des terres dans l'Avallonnais. À ce propos, on disait d'eux en Bourgogne : « « Frappez sur un buisson, il en sortira un de Guyon, entrez dans un château, vous y verrez un de Cromot ». Et un autre fut chanoine à la collégiale Saint-Lazare d’Avallon. Ils se marient ; Jules-David est témoin du mariage. Très riche, le baron de Cromot du Bourg achète un hôtel particulier au 9, rue Cadet à Paris toujours visible. Voici ce qu’en dit la municipalité de Paris : « l'hôtel Cromot du Bourg au XVIIIe siècle, à l'époque où ce coin de Paris était encore un faubourg soit un quartier en dehors de Paris, le jardinier du roi Louis XV y résidait. À la fin du siècle des Lumières, le premier commis des finances du roi, Jules David de Cromot, baron du Bourg y fit de nombreux travaux, la propriété devenant ainsi un riche hôtel particulier qui fut ensuite partagé en plusieurs lots dont l'un fut occupé par la famille Dutuit, célèbres collectionneurs ».
Le baron de Cromot avait aussi acheté en 1776 pour 600 000 livres une magnifique terre près d'Argentan à Louis-Stanislas, où il fait construire un splendide château et s'y livre à de magnifiques chasses à courre dans le domaine où l'abondance de gibiers rivalisait avec les très belles fêtes dans le château.
François-Louis devient alors seigneur de Vassy et de La Vaire, propriété de son épouse en Bourgogne près d'Avallon.
Au hasard des garnisons, on rencontre le comte de Saillans successivement à Épinal, Huningue, Sedan, Vienne, Pont-Saint-Esprit, Largentière et Alès.

## Période révolutionnaire
Le 1er mai 1788, il est nommé major du bataillon des chasseurs de Roussillon et, en novembre 1791, il se trouve à Perpignan comme lieutenant-colonel du même bataillon. Les officiers de régiments en garnison à Perpignan sont, en majeure partie, des contre-révolutionnaires. Le comte de Saillans l’est à plus forte raison. N’avait-il pas été l’un des plus jeunes chevaliers de Saint-Louis et, à sa réception dans l’ordre, n’avait-il pas prêté le serment de fidélité à son souverain et juré « de défendre son roi et la religion catholique » ?
De son point de vue, Louis XVI, n’est-il pas en danger permanent du fait des révolutionnaires et la religion catholique n’est-elle pas bafouée et persécutée ?
Dans la nuit du 6 au 7 décembre 1791, le comte de Saillans, à la tête d’une centaine d’officiers, décide le général de Chollet, commandant de la garnison des Chasseurs de Roussillon à Perpignan, à prendre la direction d’une conspiration royaliste. Chollet, dénoncé, est arrêté et conduit à Orléans où siège la Haute Cour nationale. Incarcéré à Saint-Charles, il y décède le 8 août 1792 (AD 45, Saint-Jean-le-Blanc, BMS 1778-1792 vue 190). Le comte de Saillans, décrété d’accusation, prend le chemin de Coblence où il rejoint l’Armée des émigrés.
Les événements des quelques mois qu’il restait alors à vivre au comte de Saillans font partie de l’Histoire de France. Les opérations qui se déroulèrent à partir de mars 1792 et qui se trouvent relatées dans une bibliographie très fournie a donc failli modifier le cours de la Révolution parce qu’elle procède d’un plan très vaste. Louis-Marie Prudhomme affirme dans le tome IV de son Histoire générale et impartiale que « le nom de Jalès a été pendant longtemps un mot d’ordre de ralliement. On parle de Jalès comme on parle de Coblence et Worms ».
Le troisième camp de Jalès, avec le comte de Saillans à sa tête, a pour mission de soulever quasiment le quart de la France, c’est-à-dire tout ce qui est notre sud-est et qui, à part Marseille, est très royaliste et dont le catholicisme est exacerbé par les incidents les ayant opposés aux Protestants. Il faut tout d’abord s’emparer du Puy-en-Velay de façon à entraîner la partie occidentale du Massif central qui est en attente de se soulever, comme le Rouergue par exemple. Le deuxième objectif est Lyon, dont on connaît les sentiments loyalistes par rapport au roi. Ces objectifs atteints, l’armée de Condé, aidée par les armées du roi de Sardaigne Victor-Amédée III, beau-frère du comte d’Artois futur Charles X, doivent renforcer la contre Révolution en étendant le conflit à l’est de la France. Dans le même temps, les armées d’outre-Rhin passent la frontière. Et déjà l’ouest bouge avec la révolte de La Rouërie.
Claude Allier, âme du Comité de Jalès, affirme, après l’échec des deux premiers comités, que plus de 20 000 hommes sont prêts à combattre en Vivarais pour la religion et la royauté et n’attendent que la nomination d’un chef capable de les conduire. Les princes désignent alors le maréchal de camp de Conway, irlandais au service de la France et lui adjoignent le comte de Saillans. Conway, toutefois, peu enthousiaste à cette cause et enclin à se dérober, tardant à se rendre en France, Saillans devient en fait général en chef de la troisième fédération royaliste de Jalès qui aujourd’hui porte son nom.
Nommé commandant en second sous les ordres de Conway, le comte de Saillans oublie rapidement cette subordination et se fait rappeler à l’ordre par les Princes qui lui écrivent : « Nous avons été surpris Monsieur de voir arriver ici un officier de votre part, sans les ordres et même sans permission de monsieur le comte de Conway. Vous avez oublié que l’officier général que nous avons revêtu de l’autorité du Roi en est le seul dépositaire ; que nous ne voulons recevoir des projets que par lui et que vous devez obéir à ses ordres dans tous les cas. »
Saillans impatient d’intervenir, comptant sur les 20 000 hommes que lui a assuré Allier, n’attend pas les ordres des princes et de Conway et se décide, avec le chevalier Isidore de Melon et Joseph Marie Chabalier, à déclencher l’insurrection en attaquant le château de Banne le 4 juillet 1792. La garnison cède rapidement, Saillans se retrouve maître de la plaine et des paroisses environnantes avec 1 200 hommes sous son commandement. C’est sans compter sur la réaction des autorités, qui, avec des troupes toutes proches, vont se lancer à la poursuite des soldats de Saillans.
La répression est menée par des troupes du Gard et de l’Ardèche dès le 11 juillet. Les hommes de Saillans sont massacrés, le village de Saint-André-de-Cruzières est incendié, ainsi que Jalès. Saillans ne tient plus que Banne. Le 12 juillet, acculé, Saillans tente de fuir en Lozère vêtu d’habits de paysan. Il se dirige vers Elze, commune de Malons, chez un de ses partisans pour y dormir la nuit. Il est accompagné de son domestique et de deux prêtres, l’abbé Pradon, curé de Bannes et l’abbé Boissin, du Puech, ainsi qu’un vieux nommé Nadal. Le lendemain 12 juillet à sept heures du matin, ils repartent tous les cinq dans la direction de Villefort, mais rencontrent près du hameau des Aidons sur la commune de Villefort, une patrouille des Gardes nationaux commandés par un nommé Laurent, ancien bas-officier du régiment de Hainaut. Arrêtés, ils sont conduits dans la maison de ce dernier. Interpellé sur son identité, essayant de se faire passer pour le curé de Barjac et ayant demandé de satisfaire un besoin, François-Louis de Saillans entre dans une écurie et dépose à la hâte son portefeuille. Laurent, qui l’a vu, se saisit des papiers et déclare au comte de Saillans qu’il le reconnaît comme chef des contre-révolutionnaires. Ernest Daudet dans ses Conspirations royalistes du midi sous la Révolution nous raconte la scène. Saillans ne nie pas et lui dit : « Je suis entre vos mains, voilà ma croix, donnez-moi la liberté et je vous offre cinquante louis et fortune dans mon entreprise ». Laurent refuse. Alors le comte de Saillans lui saute à la gorge et crie : « Si nous avions été seuls et sans tes camarades, je te ferais ton affaire ». Le soldat républicain se dégage et appelle la troupe.

## Épilogue
Les prisonniers sont emmenés aux Vans. Sans procès et laissés à l’arbitraire de la population, ils sont massacrés à coups de sabre place de la Grave. Un certain La Paille, de Largentière, lui scie la tête qui est transportée au bout d’une pique jusqu’à Largentière. Ainsi mourut le comte de Saillans, victime de sa fidélité monarchique et de sa révolte contre la Révolution. Une croix toujours visible a été érigée pour commémorer ce massacre. Sa tête fut enterrée par La Paille sur les bords de la rivière dans un champ de mûriers où l'on retrouva en 1894 en creusant les fondations d’une maison.
Son crâne est porté dans l’église de Largentière. Il est toujours visible actuellement sur un chapiteau de l’église Notre-Dame-des-Pommiers.

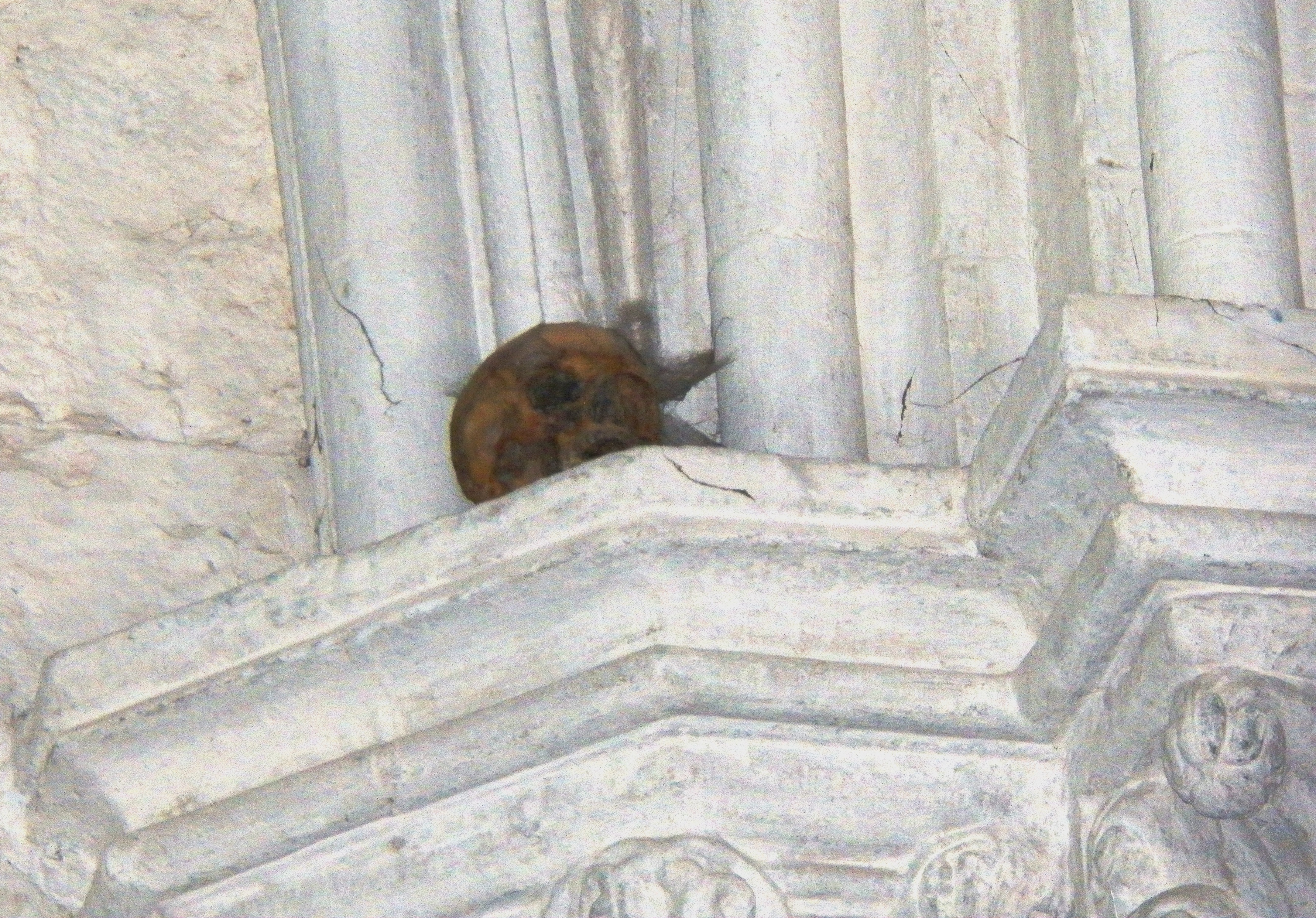
Le crâne de François-Louis de Saillans sur un chapiteau de l’église Notre-Dame-des-Pommiers de Largentière.

Ainsi mourut François-Louis de Saillans, victime de son dévouement total à son roi. Son corps ne fut pas rendu à sa famille ; il fut enterré dans une fosse commune aux Vans. Son épouse Françoise, âgée de 47 ans, qu’il n’avait pas revue tout au long de sa chevauchée ardéchoise, ne se remariera jamais et terminera sa vie à Avallon, à la Tour Gaffey. Leur fille Julie épousera en 1805 un descendant d’une vieille famille nivernaise, Michel-Auguste Guillier de Monts, qui habitait lui aussi Avallon. La fille du comte lui donnera trois enfants, Charles, Ernest et Léonie. Elle s’éteindra en 1857 dans le petit château d’Annéot commune proche d’Avallon.

« Quant à l’insurrection organisée par le comte de Saillans éclatant en même temps que celle de Vendée et au moment où les armées allemandes marchaient sur Paris, elle aurait certainement eu une marche funeste sur la Révolution si le peuple n’y avait promptement mis fin »

— Pierre Kropotkine, La Grande Révolution
.